# Aulacophora sordidula
Aulacophora sordidula es una especie de insecto coleóptero de la familia Chrysomelidae.

## Distribución geográfica
Habita en las islas Tukangbesi (Indonesia).